# آدم برفی (رمان یو نسبو)
آدم‌برفی (نروژی: Snømannen) رمانی از نویسنده ژانر جنایی نروژ یو نسبو است. این هفتمین داستان از مجموعه‌داستان‌های هری هول است.

## طرح کلی
در سال ۱۹۸۰، یک زن متأهل باید مردی رابطهٔ نامشروع برقرار می‌کند، در حالی که فرزند خردسالش در اتومبیلی بیرون از خانه منتظر اوست. ناگهان مرد احساس می‌کند کسی از بیرون خانه به آن‌ها نگاه می‌کند، ولی متوجه می‌شوند که فقط یک آدم‌برفی بوده‌است. بیست و چهار سال بعد، کارآگاه نروژی هری هول در مورد مرگ تعدادی از زنان در اطراف اسلو تحقیق می‌کند. او که در اداره تحقیقات فدرال دوره‌های آموزشی را گذرانده‌است به جستجوی ارتباط بین پرونده‌های مختلف می‌پردازد و دو نفر را پیدا می‌کند - هر دو قربانی مادر و متأهل هستند و در صحنهٔ هر دو قتل آدم برفی مشاهده می‌شود.
با بررسی مظنونین، هری هول متوجه می‌شود که در حال ردیابی اولین قاتل سریالی نروژ است. بیشتر قربانیان پس از اولین بارش برف زمستان ناپدید شدند و یک آدم برفی در نزدیکی بسیاری صحنه پیدا شده‌است. بررسی‌های بیشتر نشان می‌دهد فرزندان تمام قربانیان پدری متفاوت با آن کسی که در ظاهر به عنوان پدرشان شناخته می‌شود دارند. آدم‌برفی تلاشی نسبتاً موفق است برای ترکیب کردن رمان‌های جنایی سنتی با ژانر دلهره.

## اقتباس فیلم
شرکت تولید Working Title Films که یک شرکت بریتانیایی است یک اقتباس سینمایی از رمان آدم برفی ساخته‌است.
در سال ۲۰۱۳ نام مارتین اسکورسیزی به عنوان کارگردان این فیلم مطرح شد. در سال ۲۰۱۴، توماس آلفردسون برای کارگردانی فیلم استخدام شد. در ۸ سپتامبر ۲۰۱۵ با مایکل فاسبندر برای ایفای نقش اصلی این فیلم مذاکره شد. در ۱۴ اکتبر ۲۰۱۵، ربکا فرگوسن هم به عنوان بازیگر اصلی زن فیلم انتخاب شد. این فیلم در ۱۳ اکتبر ۲۰۱۷ در انگلستان اکران شد؛ و برخلاف رمان، مورد استقبال منتقدین قرار نگرفت.